# Königshof (Nürnberg)

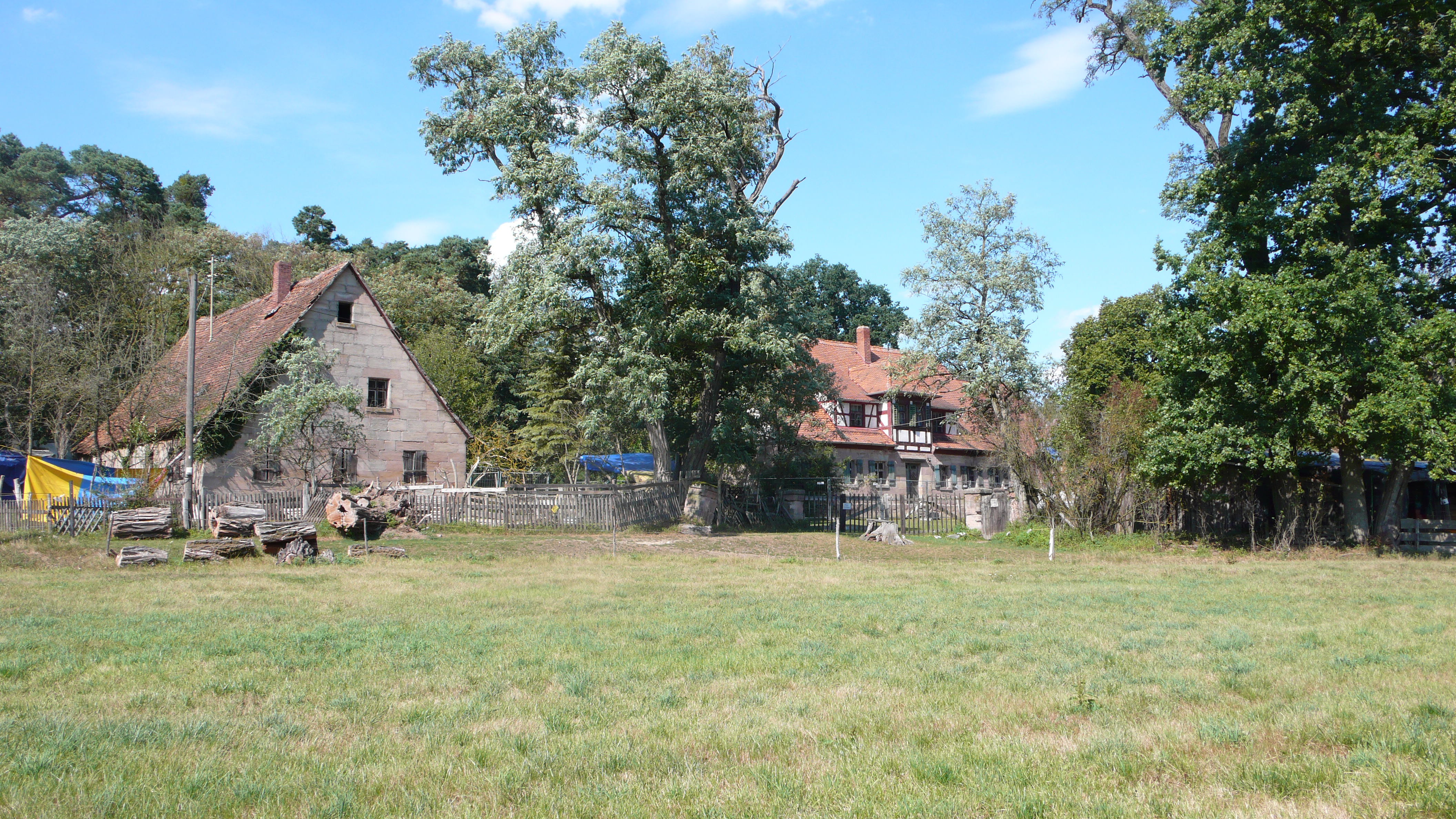
Gut Königshof (Gesindehaus links, Herrenhaus rechts 2012)

Königshof (fränkisch: Känigshuf) ist ein Gemeindeteil der kreisfreien Stadt Nürnberg in Mittelfranken. Der ehemalige Gutshof liegt in der südlichen Außenstadt von Nürnberg und ist namensgebend für den statistischen Distrikt 491, der Teil des statistischen Bezirks 49 (Kornburg, Worzeldorf) ist. Am 1. Juli 1972 wurde Königshof im Zuge der Gebietsreform in Bayern nach Nürnberg eingemeindet.

## Geografie

### Lage
Der Distrikt Königshof wird in westlicher Richtung vom Main-Donau-Kanal und in östlicher Richtung vom Ludwig-Donau-Main-Kanal begrenzt. Im Süden trennen die rezenten Auen des Eichenwaldgrabens den Distrikt von den Nachbarorten Weiherhaus und Herpersdorf. Im Norden bildet die Bundesautobahn 73 die Grenze. Der Distrikt umfasst neben dem Gut Königshof, den Gemeindeteil Pillenreuth und Teilbereiche des Eibacher Forstes. Im Nordosten befindet sich die Kleingartenkolonie Königshof. Die 24,2 Hektar umfassende Anlage ist mit 491 Parzellen die größte Kleingartenanlage im Stadtgebiet.
Die höchste Erhebung im Landschaftsraum stellt der Schuttberg der Altdeponie Föhrenbuck mit einer Höhe von 369 m ü. NHN dar, welcher sich östlich des Hafens Nürnberg befindet. Der mit jungen Baumbestand bestockte Schuttberg bietet eine gute Aussicht auf Nürnberg und Umgebung. Südlich der Altdeponie schließt sich die Reststoffdeponie Nürnberg Süd an.

### Geologie
Pleistozäne Flussschotter und Flugsande prägen als geologische Einheiten den vielfältig strukturierten Landschaftsraum. Im Bereich der beiden Fließgewässer Eichenwaldgraben und Entengraben sind quartäre Talfüllungen bestimmend.
Im Umfeld der beiden Bäche sowie nördlich der Altdeponie haben sich Gley-Böden mit zum Teil anmoorigen Charakter entwickelt. Auf den Standorten des Guts Königshof tritt großräumig Braunerde auf.

### Naturschutzgebiete

#### Gut Königshof
Aufgrund der naturschutzfachlichen Wertigkeit wurde das Gut Königshof mit seinen umgebenden, über 76 ha großen Freiflächen in Form von Wiesen, Äckern, Hecken und Tümpeln als Naturschutzgebiet im Jahre 1992 ausgewiesen. Allerdings musste bereits 1997 das Schutzgebiet nach einer Klage des Eigentümers wieder aufgehoben werden, da aufgrund einer intensivierten landwirtschaftlichen Nutzung der Naturraum stark entwertet wurde. Die sumpfigen Wiesen waren zu artenarmen Fettwiesen degradiert. Zahlreiche wasserführende Gräben wurden vertieft, infolgedessen sank der Grundwasserspiegel und die wassergeprägten Biotope wurden beeinträchtigt.

#### Sandgruben am Föhrenbuck
Das 22,4 Hektar große Naturschutzgebiet Sandgruben am Föhrenbuck befindet sich südlich der Reststoffdeponie. Der Marthweg begrenzt das Schutzgebiet im Westen und die Wiener Straße stellt die südliche Grenze dar. Die ehemalige Sandabbaustelle mit umgebenden Waldungen wurde 1992 von der Regierung von Mittelfranken als Naturschutzgebiet ausgewiesen. Die aufgelassene Abbaustellen bietet als ungestörten Sandlebensraum einer Vielzahl an gefährdeten Tier- und Pflanzenarten geeignete, nährstoffarme Standortbedingungen.

### Landschaftsschutzgebiet
Der 824 ha umfassende Landschaftsraum zwischen Main-Donau-Kanal im Westen, Münchener Straße und Schwanstetter Straße im Osten, Kettelersiedlung im Norden und Pillenreuth, Herpersdorf und Worzeldorf im Süden ist als Landschaftsschutzgebiet Königshof ausgewiesen. Ein Bestandteil des Schutzgebiets ist das historische Gut Königshof mit den umgebenden land- und forstwirtschaftlichen Flächen in einer Größe von rund 50 Hektar.

### Europäisches Vogelschutzgebiet
Weite Teile des waldgeprägten Landschaftsraumes sind als europäisches Vogelschutzgebiet Nürnberger Reichswald an die Europäische Kommission gemeldet worden und unterliegen nun den strengen, europäischen Schutzregime.

## Geschichte

### 19. Jahrhundert
Das Herrenhaus Königshof wurde 1796 von Paul Christoph von Oelhafen am Nordwestufer des Großen Königsweihers bei Pillenreuth auf einer leichten Anhöhe errichtet. Im Rahmen des Gemeindeedikts wurde 1808 Königshof dem Steuerdistrikt Worzeldorf und der 1818 gebildeten Ruralgemeinde Worzeldorf zugeordnet.
Westlich unterhalb des Gutes lag der Kleine Königsweiher. Den Namen trägt der Herrensitz nach dem Weiher. Die Ausdehnung des Großen Königsweihers umfasste 108,5 Morgen, dies entspricht circa 27 Hektar. Damit war das Gewässer deutlich größer als der Dutzendteich. Das Gebiet gehörte bis 1812 zum Gutskomplex Weiherhaus. Die Patrizierfamilie Oelhafen von Schöllenbach hatte dieses Areal von der verschuldeten Witwe des Nürnberger Ratsmitglieds Karl Wilhelm Welser von Neunhof erworben. Die Gebrüder Oelhafen von Schöllenbach hatten schon mehrere Herrensitze und landwirtschaftliche Güter um Nürnberg gekauft. Bereits kurze Zeit nach dem Erwerb – 1812 wurde zum letzten Mal abgefischt – legten sie die beiden Weiher trocken, um die Feuchtflächen landwirtschaftlich profitabler nutzen zu können. Zur besseren Bewirtschaftung des Gutes wurde das Herrenhaus als „einfacher, eingeschossiger Sandsteinquaderbau mit Satteldach und Giebelfachwerk“ gebaut. Die Familie Ströbel aus Reichelsdorf pachtete den Hof. Nach 1852 hatte der Spielwarenfabrikant Röhser das Gut Königshof im Besitz und führte Erweiterungen durch.

### 20. Jahrhundert

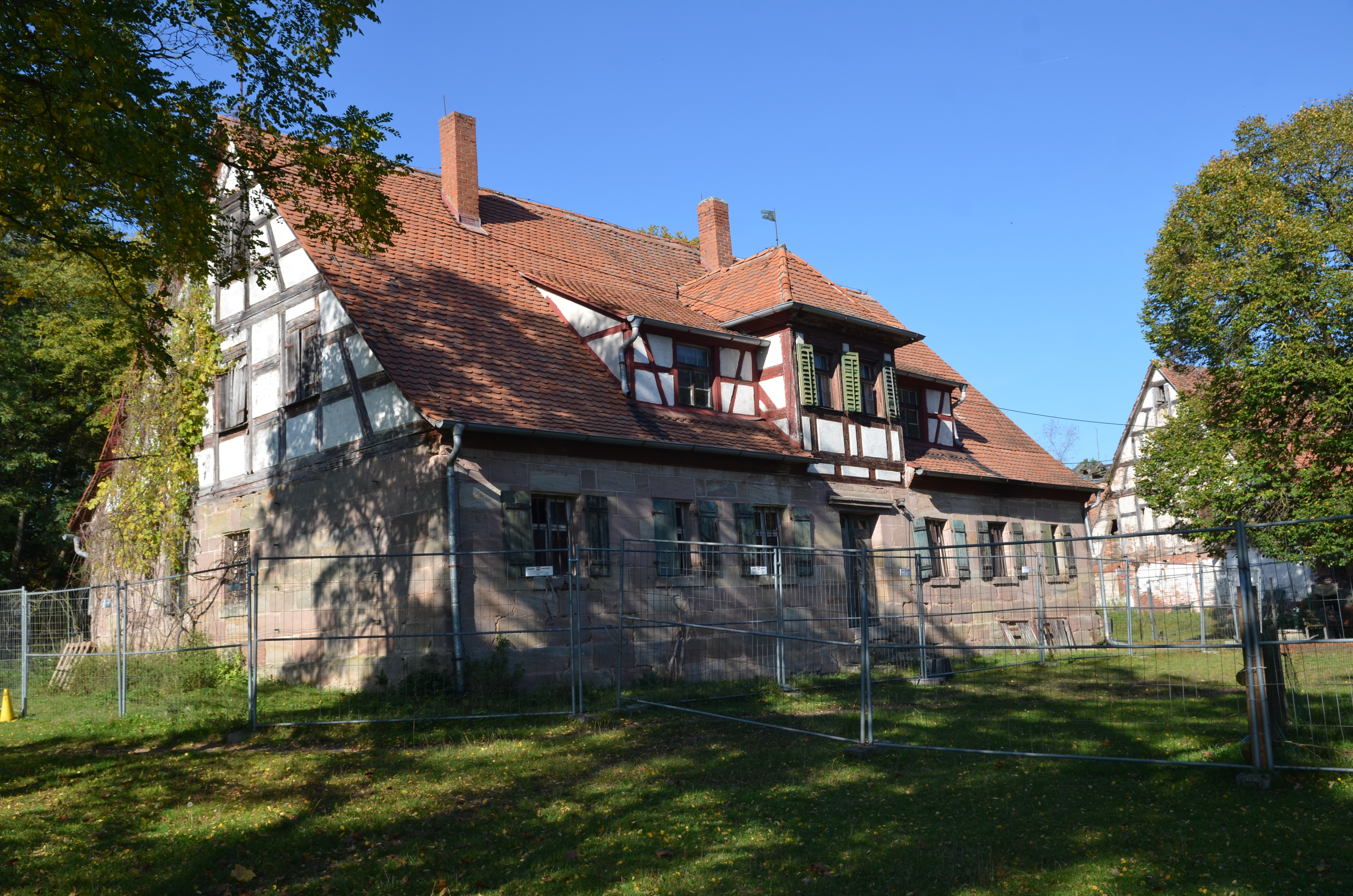
Herrenhaus des Königshofes mit aufgesetztem Fachwerkzwerchhaus (2017)

Im 20. Jahrhundert wurde ein Fachwerkerker über den Eingangsbereich hinzugefügt. Das Erdgeschoss des Herrenhauses wurde 1906 durch den Nürnberger Oskar Weigel im altdeutschen Stil mit Holzvertäfelungen umgestaltet.
Im Jahre 1970 wurde im Vorgriff auf die beschlossene Eingemeindung ein Bebauungsplan aufgestellt und im Dezember 1971 beschlossen. Der Plan sah eine wohnbauliche Entwicklung des Areals vor. Der Bebauungsplan wurde auf Betreiben der Stadt Nürnberg 1992 vom Bayerischen Verwaltungsgerichtshof wegen gravierender juristischer und verfahrenstechnischer Mängel für nichtig erklärt.

### Gartenanlage
Östlich des Herrenhauses wurde im 19. Jahrhundert eine repräsentative Gartenanlage mit symmetrischer Ausrichtung angelegt. Heute erinnern lediglich die umgrenzenden Gehölzbestände an die ehemalige Anlage.

### Heutiger Zustand
Die Gebäude des Gutes Königshof befinden sich in einem stark baufälligen Zustand. Sicherungsmaßnahmen sind notwendig, um die unter Denkmalschutz stehenden Bauwerke zu erhalten. Die Eigentümergemeinschaft hat bereits einen Abbruchantrag für ein Nebengebäude gestellt, welcher von der Unteren Denkmalschutzbehörde abgelehnt wurde.
Die landwirtschaftlichen Freiflächen werden noch intensiv landwirtschaftlich genutzt.

### Baudenkmäler
- Marthweg 120: Worzeldorfer Gutshof[20]

### Einwohnerentwicklung
| Jahr      | 1818   | 1840   | 1861   | 1871   | 1885   | 1900   | 1925   | 1950   | 1961   | 1970   | 1987   |
| Einwohner | *      | 24     | 22     | 17     | 17     | 15     | 10     | 28     | 10     | 4      | †      |
| Häuser    | *      | 5      |        |        | 2      | 2      | 2      | 2      | 2      |        | †      |
| Quelle    | [ 16 ] | [ 22 ] | [ 23 ] | [ 24 ] | [ 25 ] | [ 26 ] | [ 27 ] | [ 28 ] | [ 29 ] | [ 30 ] | [ 31 ] |

## Religion
Königshof ist evangelisch-lutherisch geprägt und war ursprünglich nach Katzwang gepfarrt, seit den 1970er Jahren ist die Pfarrei Worzeldorf zuständig. Die Katholiken sind nach Corpus Christi (Königshof) gepfarrt.